# 大和三尺きゅうり

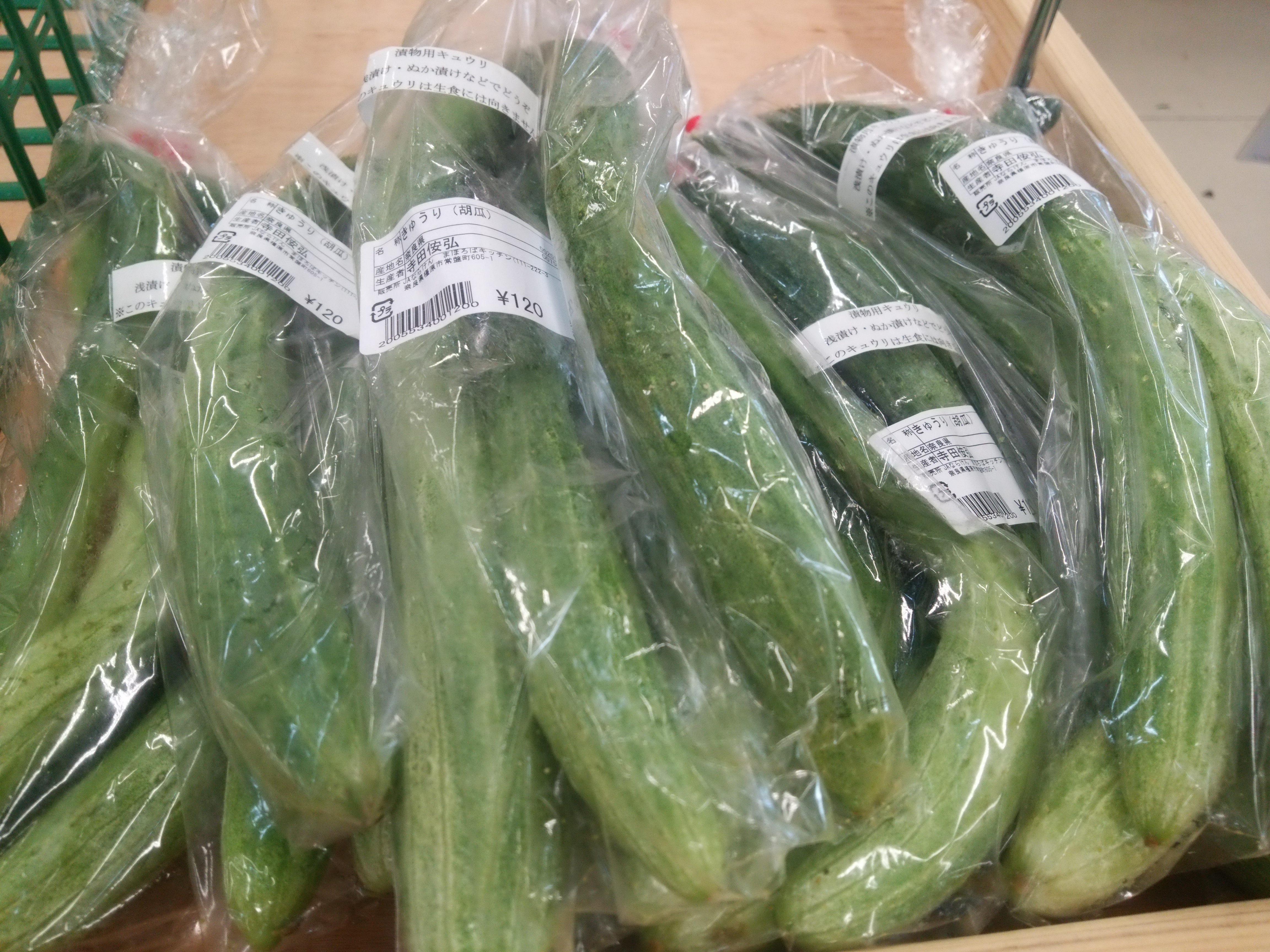
直売所に並ぶ「大和三尺きゅうり」

大和三尺きゅうり（やまとさんじゃくきゅうり）は、ウリ科の果菜で、奈良県在来のキュウリの品種である。

県内で古くから栽培され、親しまれてきた伝統野菜の一つとして、奈良県により「大和野菜」に認定されている。

## 歴史
奈良県農林部は、「明治後期に県内で交配育種された品種」であるとしている。

農文協編の『野菜園芸大百科　１　キュウリ』によると、「夏キュウリとしての土着は、明治後期から大正期へかけて、出征兵士や種苗商によって導入された支那三尺、北京、立秋にはじまる。明治35年（1902年）ごろ大阪にあった支那三尺が山間地抑制栽培に用いられて京都で笠置三尺になり、関西山間地から九州・裏日本にひろがり、奈良の大和三尺、福岡の八木山三尺、兵庫の兵庫三尺、京都の当尾三尺などを生んだ。」としている。また、野口種苗研究所も、「明治35年頃、大阪に入ってきた華北系の支那三尺胡瓜が、関西山間地の抑制栽培に用いられ、笠置三尺→大和三尺→宍粟三尺と伝わった。」と同じ説を採っている。
『大柳生村史』には、「明治末期から大正時代にかけて秋胡瓜の生産が相当あつた。笠置桐山〔ママ〕（現相楽郡笠置町切山）から習つたものと云われている。当時茶園の間作として七月末頃播種し、茶樹を支柱の代わりとしていた。茶が掘取られてからは普通畑栽培となり、柿と同時に出荷され、柿キウリ〔ママ〕を積んだ牛車が笠置駅へ向つて延々列をなし、盛況を極めた時代もあつた。」と記されている。
『東山村史』（現山辺郡山添村）によると、「筆者が少年の頃（明治後期）、笠置の桐山〔ママ〕（現京都府相楽郡笠置町切山）では冬に季節外れの胡瓜を市場に出荷して高値に買われている。これには胡瓜を貯蔵する秘訣があって、その秘訣は門外不出になっているとおとぎ話めいたことを聞かされた。」とあり、これを聞いた添上郡東山村室津（現山辺郡山添村室津）の住民が、大正の初め（1912年）頃、門外不出の笠置三尺の種の代わりに「清国三尺」で秋キュウリを栽培したのが始まりであるとされる。

その後、室津特産の「奥中山葵」と交換に笠置切山の笠置三尺の種子を入手し、良種子の選別や品種改良により頭部に苦味のない品種ができた。

同じころ、添上郡柳生村尾羽根（現奈良市大保町）でも栽培が始められた。
一方、奈良県農業試験場（現奈良県農業研究開発センター）の説によると、「京都府相楽地方から1890年(明治23年)に添上郡狭川村に導入された「台湾毛馬」「白皮三尺」が同郡大柳生村で「北京」と交雑して育成されたとされている。」とされる。

しかし、「台湾毛馬」は大阪在来の「堺節成」と「支那三尺」の交配種であり、1890年に「台湾毛馬」が奈良県内に導入されるためには「支那三尺」がそれ以前に導入されていなければならないが、「支那三尺」が1902年以前に日本に導入されている記録は今のところない。
また、大柳生村史が、笠置桐山から習ったとしていて、狭川村から伝わったのではないことや、大阪市都島区発行の『なにわの伝統野菜「毛馬キュウリ」ものがたり』が大阪府内に「北京」が導入されたのを1904-05年（明治37-38年）の日露戦争の際とされる としていることから、明治23年導入説は実証性が乏しい。
東山村史（現奈良市）によると、昭和初期（1926年～）には出荷組合が「添上郡特産秋胡瓜」、戦時中には「奈良県特産秋胡瓜」のレッテルを用い、「大和三尺」の品種名も生まれた。
奈良県農業試験場編の『奈良県農業試験場百年記念誌　資料編』によると、1933年（昭和8年）に大和三尺が育成されたとされる。
大正期（1912年～）から昭和初期にかけて、奈良県農業試験場で優良系統の選抜が行われ、原種の採種が続けられていたが、第二次大戦中（1941-1945年）に優良原種が失われ、その形質が雑駁化した。戦後、大産地であった宇陀郡大宇陀町（現宇陀市）の芳岡一夫が優良系統を選抜・固定するとともに原種の増殖を行い、大宇陀町や磯城郡上之郷村（現桜井市）に普及した。
昭和初期から昭和40年代前半（1960年代）までは、宇陀郡大宇陀町、磯城郡上之郷村、山辺郡丹波市町（天理市）仁興を中心に、大和高原一帯で山間抑制栽培として多くの栽培が行われ、県内をはじめ京阪神の市場で、「大和物」と呼ばれて高評価を得ていた。

しかし、長いために曲がりやすく、見た目やサイズを重視する市場から次第に姿を消し、種苗店では種が売り続けられていたものの、近年では「幻の野菜」となっていた。

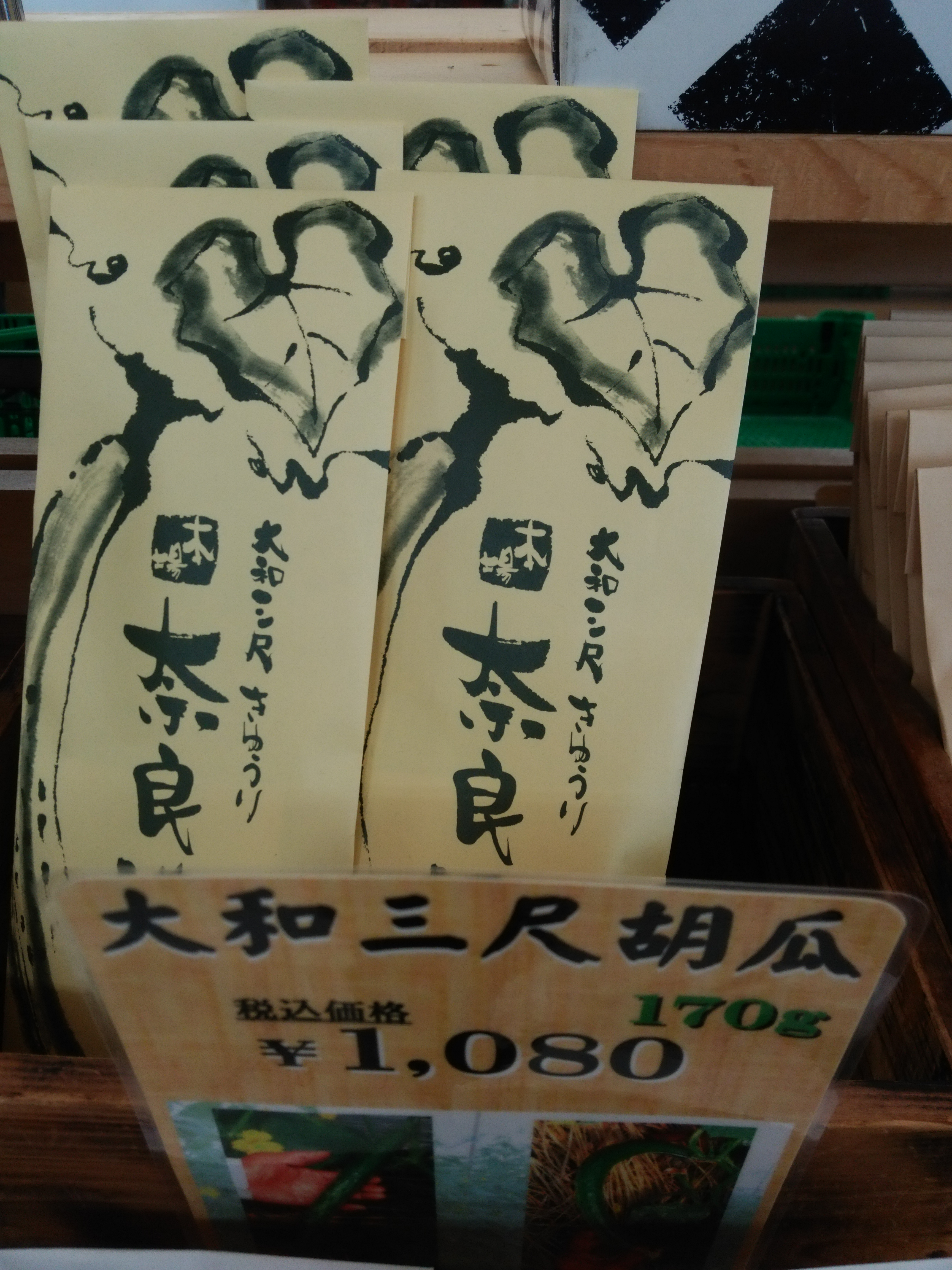
大和三尺きゅうりの奈良漬

2000年（平成12年）、奈良市内の森奈良漬店が県内農家に呼びかけて契約栽培を始め、戦前に親しまれた大和三尺の奈良漬が蘇った。
2006年（平成18年）12月20日、奈良県から大和の伝統野菜として 「大和野菜」 に認定された。

## 特徴
鮮緑色白いぼの夏秋採り用キュウリで、通常35-40cm前後で収穫するが、採種用に完熟させた果実は、文字どおり90cm（三尺）にもなる。
種子が少なく、肉質が緻密でやや厚い皮が特徴。苦味がなく、キュウリの醍醐味であるポリポリとした歯切れのよい食感があり、食味に優れる。

## 産地
近年、歯切れのよい食感を生かし、奈良漬の加工原料として奈良市、大和郡山市、桜井市の一部の地域で生産が復活し、契約栽培されている。

## 利用法
漬物キュウリの代名詞にもなった品種で、コリッとしっかりした歯切れが特徴である。
奈良漬（粕漬け）への加工が主だが、浅漬け、ぬか漬けなどの漬物はもちろん、生食、揉みきゅうり、もろきゅう、冷や汁などにも向く。
水分が少なく硬めなので、巻き寿司や炒め物にすると、べたつかずにおいしく仕上がる。巻き寿司には、1本で十分な長さがある。
収穫が遅れて太くなったものは味噌汁の実などにも用いられた。

## その他
- 1950年（昭和25年）頃より兵庫県宍粟郡安富町（現姫路市安富町）に大和三尺が導入され、宍粟三尺きゅうりのルーツとなった[11]。